# Gimnazjum im. Jana Kreczmara w Warszawie
Gimnazjum im. Jana Kreczmara – prywatna szkoła średnia w Warszawie, założona w 1907 przez Jana Kreczmara, ojca późniejszych aktorów Jana i Jerzego. 

## Opis
Była pierwszą w zaborze rosyjskim szkołą z wykładowym językiem polskim. Utrzymywali ją nauczyciele zrzeszeni w Towarzystwie Kultury Polskiej. Po śmierci założyciela szkołę przejął jego brat Michał, historyk, stąd też niekiedy nazywa się ją gimnazjum Michała Kreczmara.
Szkoła miała profil humanistyczny, stosunkowo duża liczba jej uczniów pochodziła ze środowisk rzemieślniczych. Gimnazjum mieściło się początkowo przy ul. Miodowej, następnie przy ul. Śniadeckich i ul. Wilczej.

## Dyrektorzy
- Jan Kreczmar (1907–1909)
- Józef Ksawery Grodecki (1909–X 1917)

## Absolwenci i uczniowie (m.in.)
- Juliusz Wiktor Gomulicki
- Mieczysław Boruta-Spiechowicz
- Kazimierz Moczarski
- Richard Pipes
- Ignacy Rowicki
- Stanisław Saks
- Antoni Słonimski
- Zygmunt Srzednicki
- Stefan Starzyński
- Leopold Tyrmand
- Jan Załuska